# Omoclorciclizina
L'omoclorciclizina è un farmaco antistaminico commercializzato in Giappone a partire dal 1965.

## Indicazioni
È utilizzato nel trattamento delle allergie, in particolar modo nella rinite allergica, nell'orticaria, nell'eczema allergico e nella dermatite, ma ha anche proprietà anticolinergiche, antidopaminergiche e antiserotoninergiche.

## Effetti collaterali
Può causare effetti collaterali a livello degli apparati respiratorio, gastrointestinale e urinario oltre a reazioni di ipersensibilità. Come tutti gli antistamici può causare sonnolenza.